# Peleteria grioti
Peleteria grioti är en tvåvingeart som först beskrevs av Blanchard 1943.  Peleteria grioti ingår i släktet Peleteria och familjen parasitflugor. Inga underarter finns listade i Catalogue of Life.